# ISS-Expedition 16
ISS-Expedition 16 ist die Missionsbezeichnung für die 16. Langzeitbesatzung der Internationalen Raumstation (ISS). Die Mannschaft lebte und arbeitete von Oktober 2007 bis April 2008 an Bord der ISS.

## Mannschaft
- Peggy Whitson (2. Raumflug), Kommandantin (NASA/USA)
- Juri Iwanowitsch Malentschenko (4. Raumflug), Bordingenieur (Roskosmos/Russland)
- Oktober/November 2007: Clayton Anderson (1. Raumflug), Bordingenieur (NASA/USA)
- ab November 2007 bis Februar 2008: Daniel Tani (2. Raumflug), Bordingenieur (NASA/USA)
- ab Februar bis März 2008: Léopold Eyharts (2. Raumflug), Bordingenieur (ESA/Frankreich)
- ab März bis Mai 2008: Garrett Reisman (1. Raumflug), Bordingenieur (NASA/USA)

### Ersatzmannschaft
- Edward Fincke, Kommandant (NASA/USA) (für Whitson)
- Salischan Schakirowitsch Scharipow, Bordingenieur (Roskosmos/Russland) (für Malentschenko)
- Sandra Magnus, Bordingenieurin (NASA/USA) (für Tani)
- Frank De Winne, Bordingenieur (ESA/Belgien) (für Eyharts)
- Timothy Kopra, Bordingenieur (NASA/USA) (für Reisman)

## Missionsbeschreibung
Die beiden Raumfahrer Juri Malentschenko und Peggy Whitson starteten am 10. Oktober 2007 zusammen mit dem malaysischen Angkasawan Sheikh Muszaphar Shukor an Bord von Sojus TMA-11 zur ISS.

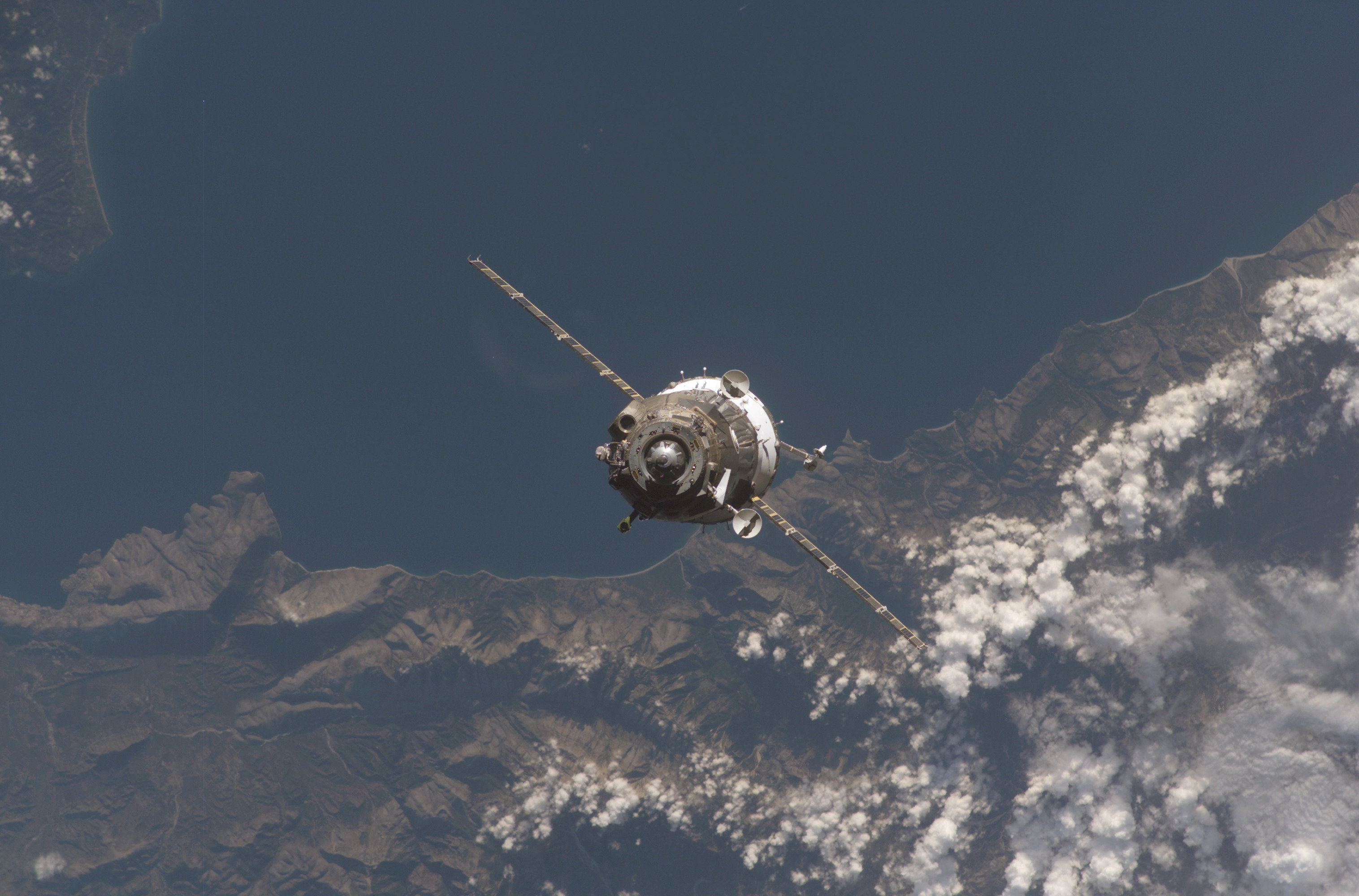
Sojus TMA-11 im Anflug

Nach 49 Stunden näherte sich die Sojus-Kapsel mit der 16. Langzeitbesatzung und legte am 12. Oktober um 14:50 Uhr UTC an der Raumstation an. Mit Whitson traf die erste Kommandantin auf der ISS ein. Zusammen mit ihrem Bordingenieur Malentschenko wird sie das nächste halbe Jahr an Bord leben und arbeiten. Um 16:22 UTC wurden die Luken geöffnet und die beiden schwebten mit dem malaysischen Gastraumfahrer in die Raumstation.
Fjodor Jurtschichin und Oleg Kotow, die Expedition 15, kehrten zusammen mit Shukor am 21. Oktober 2007 an Bord von Sojus TMA-10 zurück. Wegen eines zunächst vermuteten Computerfehlers verlief die Landung nicht ganz planmäßig. Aus bisher ungeklärten Gründen hatte der Bordcomputer die Rückkehrkapsel auf eine ballistische Ersatzflugbahn umgeleitet. Diese verlief steiler und setzte die drei Raumfahrer einer stärkeren Beschleunigung aus (Spitzenwert: 8,56 g = 84,0 m/s²). Sojus TMA-10 ging 360 Kilometer westlich vom Zielgebiet in der kasachischen Steppe nieder. Die Besatzung erreichte die Erde wohlbehalten.

### Neues Modul erreicht die Station
Der erste Besuch der 16. Langzeitbesatzung traf nach zweitägigem Flug am 25. Oktober um 12:40 UTC mit der Shuttle-Mission STS-120 ein. Als zwei Stunden später die Schotts geöffnet wurden, begrüßten sich mit ISS-Kommandantin Peggy Whitson und Shuttle-Kommandantin Pamela Melroy erstmals zwei Frauen, die zur gleichen Zeit eine Raumfahrtmission leiteten. Noch am selben Tag löste Missionsspezialist Daniel Tani ISS-Bordingenieur Clayton Anderson ab.
Hauptnutzlast von STS-120 war der Verbindungsknoten Harmony, der am 26. Oktober an der Raumstation montiert wurde. Der 14,5-Tonnen-Zylinder wurde zunächst an der Backbordseite von Unity „geparkt“. Erst nach der Trennung der Discovery wurde Harmony an seine endgültige Position am Destiny-Labor installiert. Mit dem in Europa gebauten Verbindungsknoten wurde erstmals seit sechs Jahren ein neues Druckmodul der Raumstation hinzugefügt. Seit die russische Luftschleuse Pirs im September 2001 installiert wurde, ist nur die Gitterstruktur ausgebaut worden. Außerdem wurde das Solarmodul P6 an seine Position am Backbordende der Gitterstruktur versetzt.
Nach elf Tagen gemeinsamer Arbeit koppelte am 5. November um 10:32 UTC die Discovery von der Raumstation ab. Zusammen mit der STS-120-Besatzung befand sich Clayton Anderson an Bord, der nach fünf Monaten zur Erde zurückkehrte. Mit der Landung des Orbiters am 7. November ging sein erster Raumflug nach 151 Tagen und 18 Stunden zu Ende.

### Ausbau des Harmony-Moduls

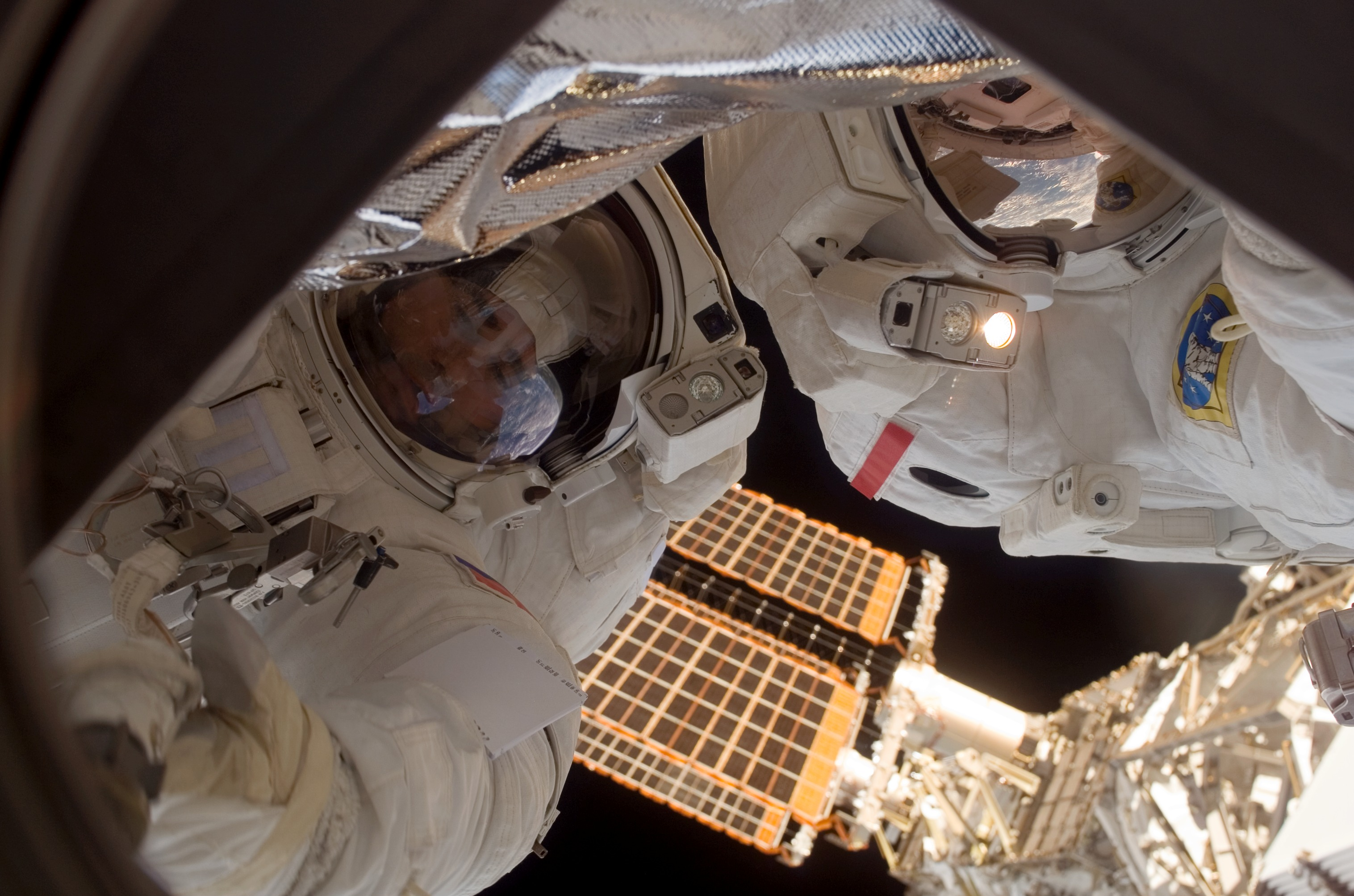
Malentschenko (links) und Whitson während des ersten Ausstiegs

Am 9. November führten ISS-Kommandantin Whitson und Bordingenieur Malentschenko den ersten Außenbordeinsatz der Expedition 16 durch. Sie verließen um 9:54 UTC die Luftschleuse und bereiteten den Kopplungsstutzen PMA-2 (Pressurized Mating Adapter) auf seine Umsetzung an das Harmony-Modul vor. Innerhalb von 6 Stunden und 55 Minuten wurden verschiedene Kabel getrennt.
Nach diesen Vorarbeiten konnte wenige Tage später PMA-2 versetzt werden. Mit dem Roboterarm der Station wurde der Kopplungsadapter am 12. November am Modul Harmony befestigt. Der Einsatz dauerte knapp zwei Stunden.
Zwei Tage danach verlegte die Besatzung der ISS am 14. November Harmony mit dem PMA-2 an seine endgültige Position. Das Modul wurde mit Hilfe des Roboterarms der Station an den vorderen Kopplungsstutzen von Destiny umgesetzt. Diese Operation war Voraussetzung dafür, dass im Februar 2008 das europäische Modul Columbus an die Station angekoppelt werden konnte.
Um Harmony endgültig zu einem Bestandteil der Station zu machen, unternahmen Kommandantin Peggy Whitson mit Bordingenieur Daniel Tani einen weiteren Ausstieg. Am 20. November verbanden die beiden Raumfahrer innerhalb von 7 Stunden und 16 Minuten das Modul mit der Stromversorgung und dem Kühlkreislauf.
Bei einem dritten Außenbordeinsatz am 24. November wurden diese Tätigkeiten abgeschlossen. Tani und Whitson stiegen um 9:50 UTC aus und arbeiteten insgesamt sieben Stunden und vier Minuten im freien Weltraum. Neben dem Verbinden der Leitungen für Kühlung und Stromversorgung stand eine Inspektion des defekten SARJ-Drehgelenks (Solar Alpha Rotary Joint) auf dem Programm. Bei dem Steuerbord-SARJ war es ab Mitte September zu Vibrationen während der Nachführung gekommen. Außerdem verbrauchte der Motor mehr Strom. Bereits während eines STS-120-Ausstiegs am 28. Oktober hatte Tani das SARJ inspiziert. Dabei entdeckte er Metallspäne, von denen er eine Probe zur Erde mitnehmen ließ. Während der Inspektion bemerkte Tani erneut den metallischen Abrieb und meinte, dass der Lagerring des SARJ beschädigt sei.

### Zwei nicht geplante Außeneinsätze
Kurzfristig ordnete die NASA für den 18. Dezember einen weiteren Ausstieg an. Dabei untersuchten Whitson und Tani das SARJ-Drehgelenk der Steuerbordseite erneut. Trotz der eingehenden Inspektion, die 6 Stunden und 56 Minuten dauerte, konnte die genaue Ursache des Defekts nicht gefunden werden. Dies war der 100. Außenbordeinsatz an der Raumstation. Zudem stellte Kommandantin Whitson einen Rekord auf: Mit insgesamt 32 Stunden und 36 Minuten hielt sie sich jetzt länger außerhalb eines Raumschiffs auf als je eine Frau vor ihr. Damit überbot sie die bisherige Bestmarke (29 Stunden und 17 Minuten), die ihre Kollegin Sunita Williams am 8. Februar 2007 aufgestellt hatte.
Am 19. Dezember wurde die 90-jährige Mutter von Bordingenieur Daniel Tani bei einem Verkehrsunfall getötet. Noch am selben Abend wurde der Astronaut durch seine Frau Jane und einen NASA-Fliegerarzt darüber informiert. Die russische Raumfahrtagentur Roskosmos sowie die NASA kondolierten Tani. Letztere sagte ihm jede Unterstützung zu, insbesondere psychologische Hilfe.
Am 23. Dezember startete der letzte Progress-Frachter des Jahres 2007 mit insgesamt 2,24 Tonnen Nachschub zur Raumstation. Die Rakete hob planmäßig um 7:12 UTC mit dem unbemannten Raumtransporter vom Kosmodrom Baikonur ab. Tags zuvor war der alte Zubringer, Progress M-61, von der ISS abgekoppelt worden. Progress M-62, gefüllt mit Treibstoff, Trinkwasser, Sauerstoff und Ausrüstung sowie Weihnachtsgeschenken von Familienangehörigen, koppelte am 26. Dezember um 8:14 UTC an der Station an.
Am 30. Januar 2008 wurde ein weiterer Außenbordeinsatz durchgeführt, während dessen Tani und Whitson die Reparatur an der BGA-Nachführungsautomatik am Sonnensegel 1A erfolgreich durchführten. Das Sonnensegel drehte sich nach Austausch des Motors wieder in die Sonne und lieferte sofort mehr Strom.
Nachdem die Raumfahrer in den letzten Tagen den Frachter Progress M-62 mit nicht benötigten Ausrüstungsteilen und Müll gefüllt hatten, wurde das Raumschiff am 4. Februar um 10:32 UTC von der Raumstation abgekoppelt. Einen Tag später hob um 13:03 UTC Progress M-63 vom Kosmodrom Baikonur ab. Nach zweitägigem Flug dockte der neue Zubringer am 7. Februar um 14:30 UTC an der ISS an.

### Europas ISS-Modul Columbus

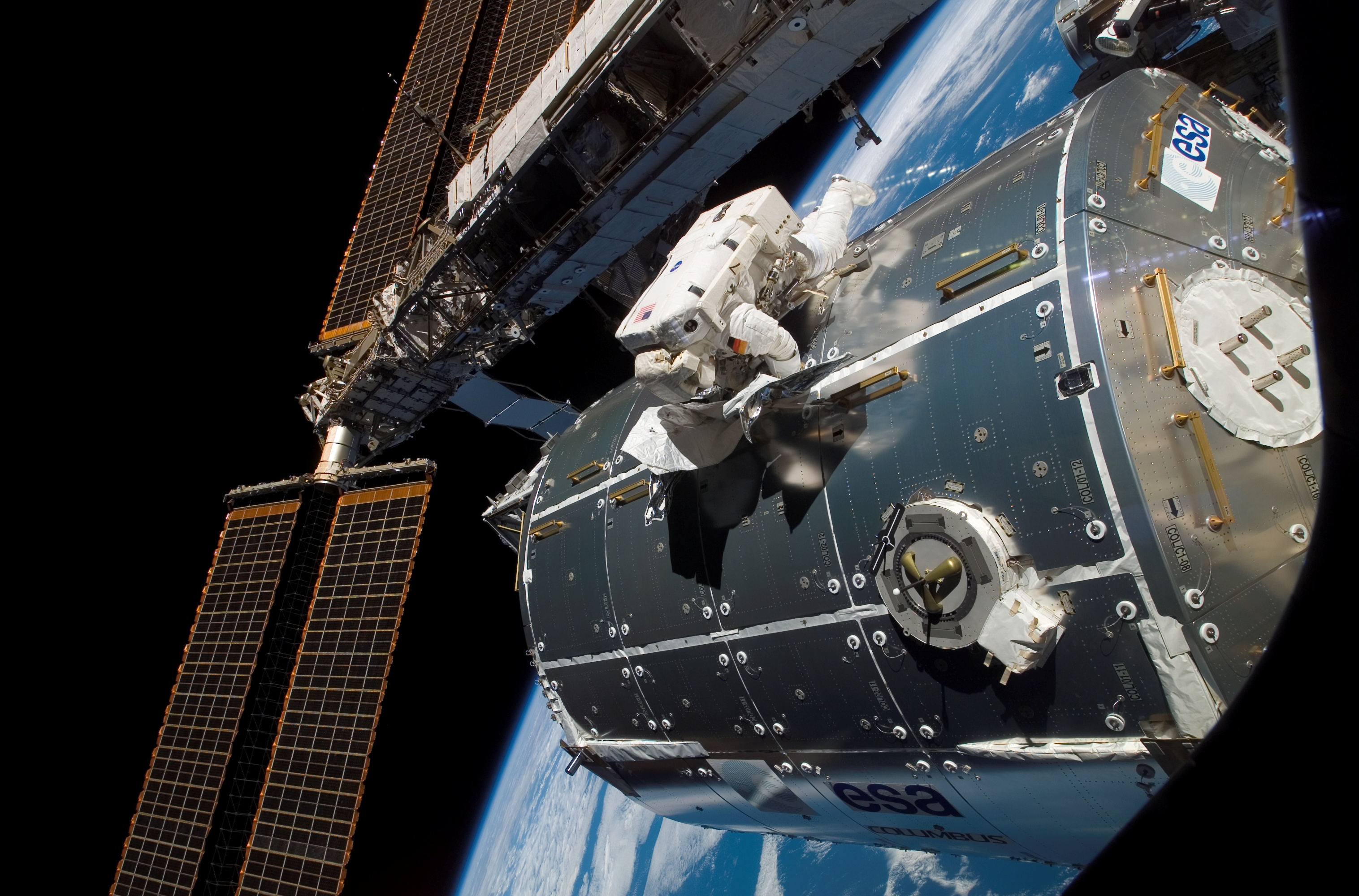
Schlegel arbeitet an der Außenseite von Columbus

Am 9. Februar traf mit Columbus das europäische Forschungsmodul an der ISS ein, als um 17:17 UTC die US-Raumfähre Atlantis andockte. Die Mannschaft der STS-122-Mission führte drei Außenbordeinsätze durch, während der am 11. Februar Columbus an der Station installiert wurde, zwei Tage später ein Stickstofftank der Station ausgetauscht und am 15. Februar zwei Experimentplattformen an der Außenseite von Columbus angebracht wurden. Mit an Bord des Shuttles war der Deutsche Hans Schlegel, der bei seinem Weltraumausstieg einen Stickstofftank auswechselte. Nach neun Tagen gemeinsamer Arbeit legte die Atlantis am 18. Februar um 9:24 UTC von der Raumstation ab. Zuvor hatte ISS-Bordingenieur Dan Tani seinen Posten an den Franzosen Léopold Eyharts abgetreten und kehrte nach vier Monaten mit STS-122 zur Erde zurück.

### Das erste Bauteil Japans wird installiert
Nur drei Wochen nachdem die letzte Raumfähre von der Station abgelegt hatte, machte am 13. März um 3:49 UTC die Endeavour an der ISS fest. Die Astronauten von STS-123 unternahmen fünf Ausstiege, so viele wie nie zuvor bei einem Shuttle-Besuch, und erweiterten die Raumstation gleich um zwei neue Bauteile: das Logistikmodul ELM-PS (Experiment Logistics Module - Pressurized Section) sowie eine kanadische „Roboterhand“.

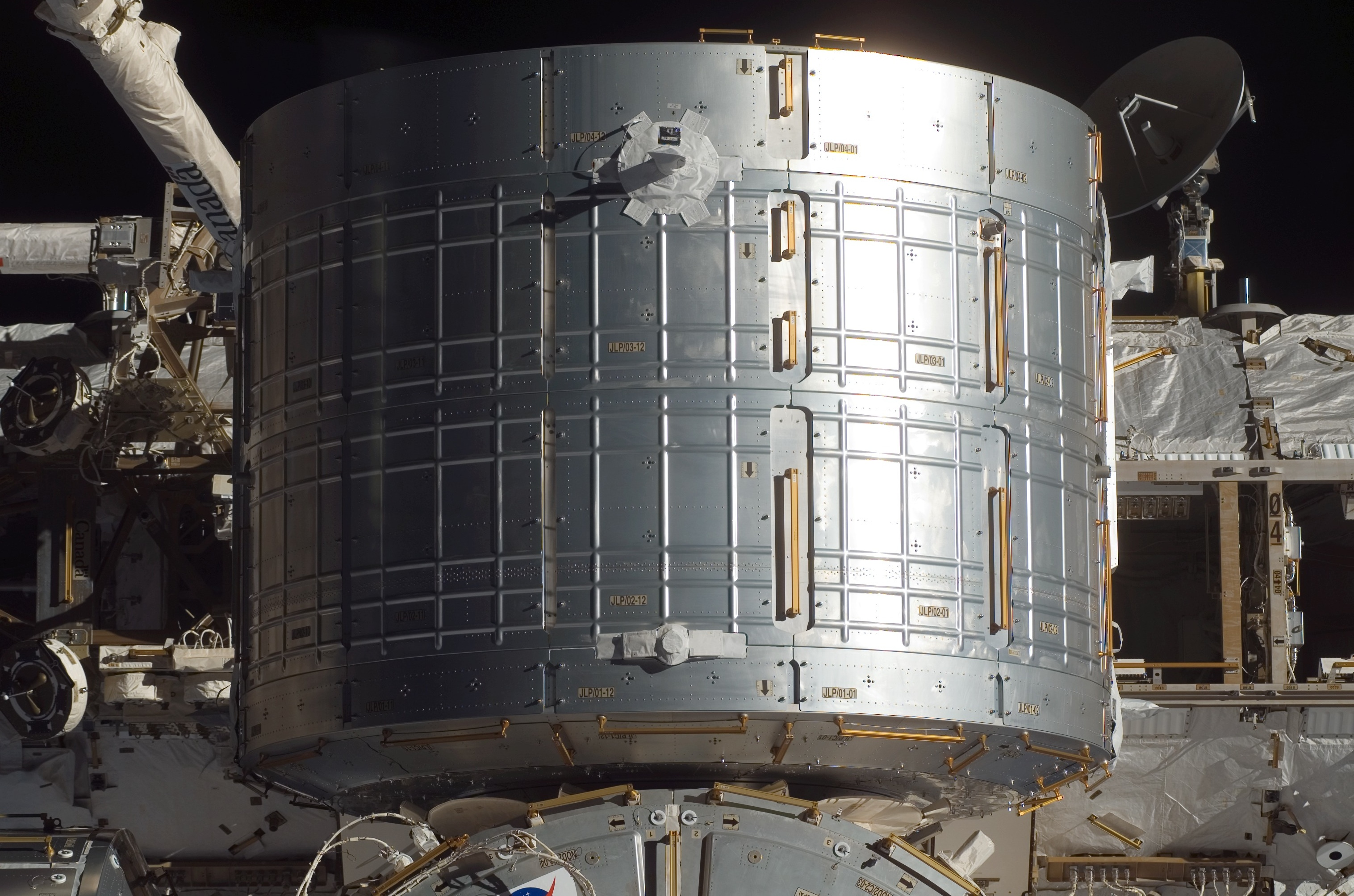
Das japanische Logistikmodul

Mit dem ELM-PS wurde das erste Teil des japanischen Kibō-Moduls montiert. Damit sind jetzt alle am Bau der ISS beteiligten Nationen mit mindestens einem Modul vertreten.
Die von den Ingenieuren Dextre genannte Roboterhand wurde in neun Einzelteilen angeliefert. Allein drei Außeneinsätze entfielen auf deren Zusammenbau. Dextre ist mit zwei Armen und zwei Händen ausgestattet und soll künftig Reparaturen übernehmen, die bislang in Ausstiegen von Astronauten ausgeführt werden mussten.
Als die Endeavour nach zwölf Tagen am 25. März um 0:25 UTC von der ISS abdockte, hatte Bordingenieur Eyharts mit Missionsspezialist Reisman seinen Platz getauscht. Der Franzose kehrte nach zwei Monaten auf die Erde zurück.

### Ankunft des europäischen Raumfrachters ATV

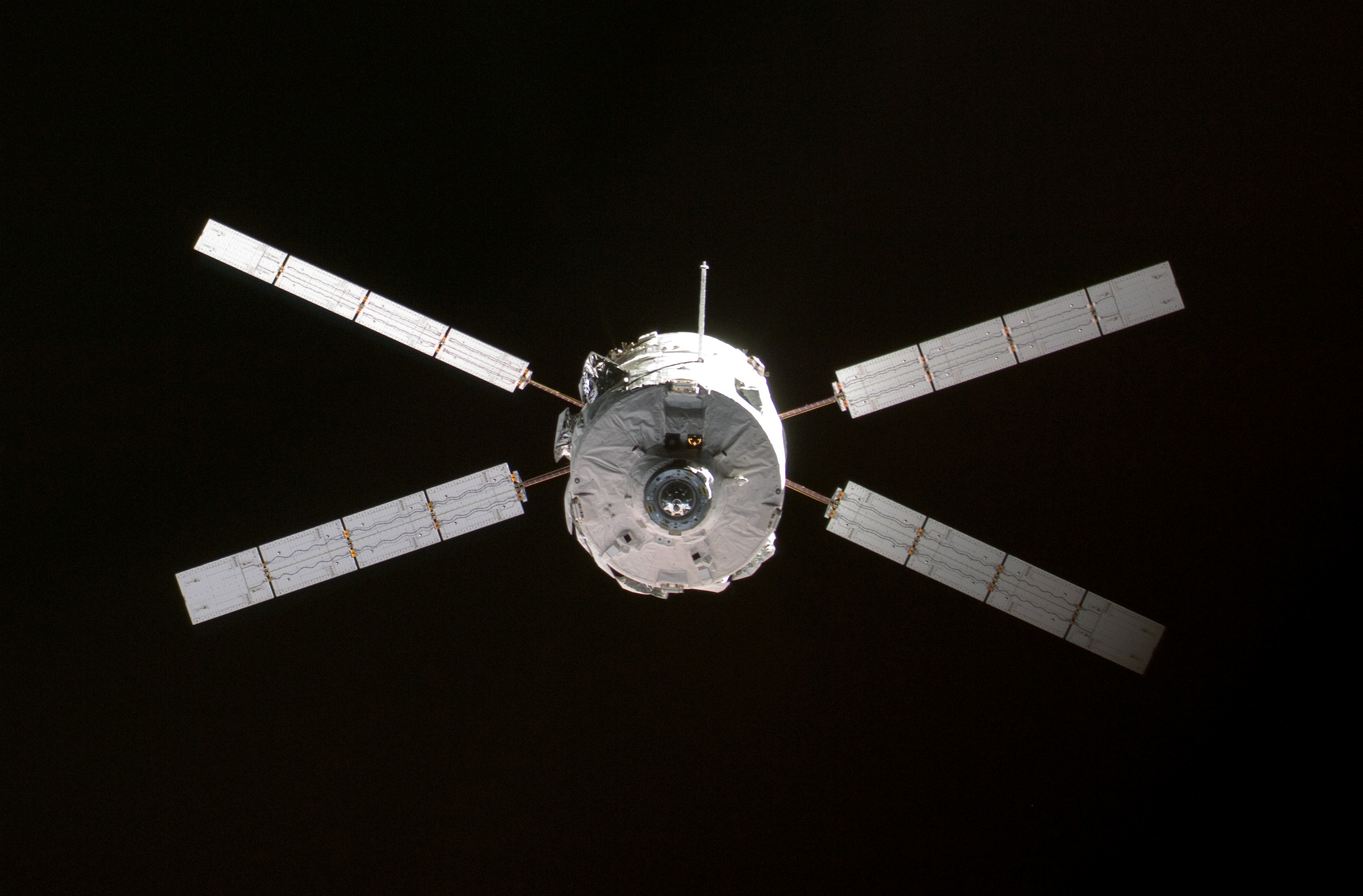
Das ATV nähert sich der ISS

Am 9. März startete das erste Automated Transfer Vehicle (ATV) „Jules Verne“ mit einer Ariane-5-Rakete vom europäischen Weltraumbahnhof Kourou in Französisch-Guayana. Der unbemannte Weltraumfrachter der europäischen Weltraumorganisation ESA legte nach ausgiebigen Tests am 3. April um 14:45 UTC vollautomatisch an der Internationalen Raumstation an. Zuvor wurde das ATV 2000 Kilometer vor der ISS stationiert, wo es geparkt blieb, bis STS-123 am 25. März von der Station abgelegt hatte. „Jules Verne“ brachte Versorgungsgüter und Treibstoff zur ISS und blieb etwa vier Monate mit der Raumstation verbunden. Der Frachtraum stand dabei unter Druck und konnte von der Besatzung der Station betreten und als zusätzlicher Raum genutzt werden. Während der Kopplungsdauer wurden die Triebwerke des ATV dazu genutzt, die Station in eine höhere Umlaufbahn zu heben. Anschließend wurde „Jules Verne“ mit Abfall beladen und verglühte in der Atmosphäre.

### Ankunft der 17. Stammbesatzung
Mit Kommandant Sergei Wolkow und Bordingenieur Oleg Kononenko traf am 10. April die Ablösung von Peggy Whitson und Juri Malentschenko ein. Sojus TMA-12 legte um 12:57 UTC an der Luftschleuse Pirs an. Mit an Bord war die südkoreanische Gastraumfahrerin So-Yeon Yi, die anderthalb Wochen auf der ISS forschte. Diese kehrte zusammen mit der alten Langzeitbesatzung am 19. April zur Erde zurück.

### Landung der 16. Besatzung
Nach einem halben Jahr Arbeit im All kehrten ISS-Kommandantin Whitson und Bordingenieur Malentschenko am 19. April zusammen mit der ersten südkoreanischen Raumfahrerin Yi zur Erde zurück. Die Rückkehr verlief ähnlich unplanmäßig wie bei der Landung von Sojus TMA-10 im Oktober 2007. Durch Probleme beim Abtrennen des Servicemoduls vom Landemodul der Sojus-Kapsel erfolgte der Wiedereintritt nicht auf der geplanten aerodynamischen Bahn, sondern auf der wesentlich kürzeren und unsanfteren ballistischen Bahn. Die Landekapsel ging deshalb um 8:29 UTC 428 Kilometer westlich des anvisierten Landeplatzes nieder.